# 山口照雄
山口 照雄（やまぐち てるお、1968年9月21日 - ）は、日本のスーツアクター、俳優。鹿児島県出身。

## 出演

### テレビドラマ
- スーパー戦隊シリーズ
  - 鳥人戦隊ジェットマン（1991年 - 1992年）[1]
  - 恐竜戦隊ジュウレンジャー（1992年 - 1993年）[2]
  - 五星戦隊ダイレンジャー（1993年 - 1994年）[3]
  - 忍者戦隊カクレンジャー（1994年 - 1995年）[4]
  - 超力戦隊オーレンジャー（1995年 - 1996年）[5]
  - 激走戦隊カーレンジャー（1996年 - 1997年）[6]
  - 電磁戦隊メガレンジャー（1997年 - 1998年）[7]
  - 星獣戦隊ギンガマン （1998年 - 1999年）[8]
- ルーキー! （2001年）[9]
- 自治会長 糸井緋芽子 社宅の事件簿4（2004年） - スタント[10]
- 陰の季節7（2004年） - スタント[11]
- ×イチ女刑事 ONNA-DEKA 白い恐怖!（2005年） - 吹き替え[12]
- 南くんの恋人（2004年） - 殺陣師助手[13]
- 女金融道シリーズ 第2作（2005年） - 吹き替え[14]
- 税務調査官・窓際太郎の事件簿12（2005年）[15]
- 電人刑事[16]
- 大空港警察副署長 日暮征次郎走る！（2005年） - スタント助手[1]
- 魔弾戦記リュウケンドー（2006年） - リュウケンドー / ゴッドリュウケンドー 役
- マイ★ボス マイ★ヒーロー（2006年） - チンピラ 役[17]
- 炎の警備隊長・五十嵐杜夫 4（2006年） - 吹き替え[1]
- 喰いタン（2006年） - 吹き替え[1]
- カクレカラクリ（2006年） - 吹き替え[1]
- トミカヒーロー レスキューフォース（2008年） - R2 役[18]
- 保育探偵25時〜花咲慎一郎は眠れない!!〜（2015年） - スタント[1]

### 映画・オリジナルビデオ
- 真・仮面ライダー 序章（1992年）[19]
- パラパラダンス - バックダンサー[1]
- トミカヒーロー レスキューフォース 爆裂MOVIE マッハトレインをレスキューせよ! （2008年） - R2 役

### ステージ
- MILLENNIUM SHOCK（2000年） - 今井翼吹き替え[1]
- ショー劇・SHOCK（2001年 - 2002年） - 今井翼吹き替え[1]
- 江戸村忍者劇場[1]
- 後楽園野外劇場
  - 地球戦隊ファイブマン[1]（1990年 - 1991年）
  - 鳥人戦隊ジェットマン（1991年 - 1992年）[1]
  - 恐竜戦隊ジュウレンジャー（1992年 - 1993年）[1]